# 툰 푸아드 스테픈스
툰 푸아드 스테픈스(말레이어: Tun Fuad Stephens)는 영국령 북보르네오 및 사바의 정치인으로, 사바의 제1대 및 제5대 주수상 및 제3대 주지사를 지냈던 인물이다. 카다잔두순 출신인 그는 사바의 원주민 집단인 카다잔의 실질적인 우두머리(Huguan Siou)이기도 했다. 그는 사바를 영국 보호령으로부터 독립시키는데 주력했으며 훗날 사바가 말레이시아에 가입하는 데 주요한 역할을 하였다. 그는 사바가 독립한 1963년 사바의 주수상으로 선출되어 1년간 재직했으며, 1973년부터 1975년까지 사바의 제3대 주지사를 지냈다. 1976년 주수상으로 다시 선출되었으나, 취임한 지 얼마 안 된 1976년 6월 6일 말레이시아 연방정부의 개입 의혹을 받는 비행기 폭파 사고로 사망했다. 이 사건은 더블 식스 트라제디로 불리며, 사후 유해는 마스지드 느그리 사바(Masjid Negeri Sabah) 부근에 안장되었다.

## 어린 시절
1920년 9월 14일 쿠닷에서 도널드 얼로이시우스 마마듀크 스테픈스(말레이어: Donald Aloysius Marmaduke Stephens)라는 이름으로 태어났다. 아버지 줄스 스테픈스 페이비트는 카다잔두순-영국인 혼혈이었고 어머니 에디트 코프는 영국인-일본인 혼혈이었다. 그는 집안에서 장남이었고, 밑으로 2명의 여동생과 3명의 남동생이 있었다. 남동생 중 일부였던 존과 마르틴은 사산하였고, 막내 남동생인 레오 베네딕트는 1985년부터 1988년까지 국회의장을 지냈다.

## 정치 활동
1961년 8월 통일카다잔국민조직(UNKO)을 창당했다. 통일사바국민조직(USNO)의 총재 무스타파 하룬 및 통일말레이국민조직(UMNO)의 총재이자 말라야 연방의 총리였던 툰쿠 압둘 라흐만과 협상하여 북보르네오/사바를 독립시키고 말레이시아 연방에 가입시키는 데 주요한 역할을 하였다. 이리하여 사바는 1963년 8월 31일 주권국가로 독립하였으며 같은 해 9월 16일 말라야, 사라왁, 싱가포르와 더불어 새로 출범한 말레이시아의 일원이 되었다. 이 날은 현재 말레이시아의 날(Malaysia Day)로 국경일이며, 그 날 사바의 주수상으로 선출되었다. 한편 주지사로는 무스타파 하룬이 선출되었다.
이듬해인 1964년 말레이시아 연방의 첫 사바 출신 각료(cabinet member)가 됨에 따라 주수상직을 사임했으며, 그 직은 사바중국인협회의 피터 로가 승계했다. 사임 후 총리실 하 사바 부 수장(minister in charge)이 되었다.
1971년 자신이 믿던 가톨릭교에서 이슬람교로 개종했다. 1973년 사바 주지사(Yang di-Pertua Negeri/Negara)로 임명되어 1975년까지 재직했으며, 동년 해리스 살레와 함께 사바인민통일동맹(BERJAYA)을 창당하였다. BERJAYA는 이듬해 사바 총선에서 무스타파 하룬의 USNO를 누르고 승리했으며, 사바의 새 집권당이 되었다. 1976년 4월 18일 사바의 주지사로 재선되었다.

## 사망
1976년 6월 6일 사바 정부 각료들과 함께 라부안 공항을 출발해 코타키나발루 국제공항으로 가던 중 비행기가 착륙을 1.2km 앞에 둔 슴불란구에서 폭파해 탑승자들과 함께 사망했다. 그의 나이 55세였고 제5대 주수상에 취임한 지 44일만에 일어난 일이었다. 탑승자 중에는 사바의 시정장관 피터 모준틴과 푸아드 자신의 아들이었던 조하리 스테픈스도 포함되어 있었다.
당시 비행기가 폭파한 이유는 확실히 알려지지 않으나, 말레이시아 연방정부의 개입 의혹을 종종 받고 있다. 그 이유는
- 1. 푸아드가 사바 독립파였고, 싱가포르처럼 말레이시아에서 탈퇴를 하려 했다는 점.[9]
- 2. 푸아드가 말레이시아 연방정부에 반대했다는 점.
- 3. 푸아드가 사바의 석유에 20%의 로열티를 원했다는 점.[9]

등을 꼽고 있다. 하지만 이는 한 가지 추측일 뿐이며, 실제로 정부가 개입했는 지는 확실하지 않다.
또한 해당 사고기의 원산지인 호주에서 사고 직후 사람 네 명의 조사단을 보내 해당 사건을 조사했는데, 그들은 기계가 일부 오작동했다고 했다. 하지만 임시 조사로 다그쳤고, 구체적인 조사는 이루어지지 않았다. 따라서 현재 사고 원인은 불명이다.
사후 슴불란구 그레이스 가든 주택지구 부근에 그를 포함한 사고 희생자들을 추모하기 위해 더블 식스 모뉴먼트가 건설되었고, 유해는 마스지드 느그리 사바 인근의 사바 주립묘지에 안장되었다.

## 일화

### 총리를 향한 도전?
푸아드는 싱가포르의 총리 리콴유와의 공공연한 비밀(open secret)을 갖고 있었는데, 그것은 국가원수 직을 차지하는 것이었다. 한번은 리콴유가 푸아드에게 자신이 툰쿠 압둘 라만의 뒤를 이어 총리, 푸아드는 부총리가 되고, 또 푸아드가 리콴유 자신의 뒤를 이어 총리가 될 것이라고 말했는데, 이것을 들은 푸아드는 말레이시아의 주요 민족이면서도, 말레이시아 사회와는 상반되는 중국인이 총리가 될 것이라는 사실에 깜짝 놀랐다. 하지만 이는 그저 상상에 다그쳤고, 1965년 8월 9일 싱가포르가 말레이시아 연방을 탈퇴하면서 물 건너갔다.
분명 푸아드를 설득시켜 자신의 야권을 떨어뜨릴 리콴유를 이긴 툰쿠였음에도, 푸아드는 말레이시아에 강력히 반대하던 세도몬 군사나드의 영향을 받았다. 푸아드의 조건부 항복은 군사나드의 패배를 이끌었다.
푸아드는 싱가포르의 탈퇴 이후 사바가 말레이시아에 남아있는 것에 대해 논평을 하길 원했다. 그 이유는 자신들(사바)이 싱가포르 때문에 말레이시아에 가입했는데, 그들이 나감으로써, 더 이상 말레이시아와 같이 할 필요가 없다는 것이었다. 그는 DPM의 아이디어를 인용했으나, 사바와 사라왁이 다민족의 말라야와 중국인 중심의 싱가포르의 합병을 용이하게 하도록 하여 지적받았다. 두 코스웨이(말라야 반도와 싱가포르 섬을 잇는 다리)를 넘어 있는 중국인들의 수는 말레이인들의 수를 훨씬 넘었으며, 이는 사라왁과 사바의 말레이인과 원주민 수를 보완하는 데 한 역할을 했다.

## 개인 생활
1971년 1월 자신이 믿던 가톨릭교에서 이슬람교로 개종했고, 아랍어로 영혼을 뜻하는 모하마드 푸아드(Mohammad Fuad)라는 이름을 택했다. 이 때문에 성씨까지 바꾸라는 조언까지 받았지만, 그는 단호히 거절했다. 몇년 후 그는 호주에서 말레이시아 고등판무관으로 선임되었다.

## 유산

### 수상
- 사후 사바에서 온 말레이시아의 아버지(말레이어: Bapa Malaysia Dari Sabah) 및 우두머리(카다잔두순어: Hugon Siou)라는 별명이 붙었다.

### 명칭
사후 일부 지역의 그의 이름이 붙었다.
- 타만 툰 푸아드 스테픈스(코타키나발루의 주립공원)
- 타만 툰 푸아드(코타키나발루의 군구)
- 툰 푸아드 스테픈스 중학교(키울루 및 땀빠룰리의 중학교)
- 타만 툰 푸아드 중학교(코타키나발루의 중학교)
- 잘란 툰 푸아드 스테픈스(코타키나발루와 스빵가르를 잇는 고속도로)
- 잘란 툰 모하마드 푸아드(쿠알라룸푸르 타만 툰 닥터 이스마일 지역의 거리)
- 툰 푸아드 초등학교(쿠낙의 초등학교)
- 막탑 른다흐 사인스 마라 툰 무하마드 푸아드 스테픈스(산다칸의 과학대학교)

## 참고 문헌
- P. J. Granville-Edge (1999). 《The Sabahan: The Life and Death of Tun Fuad Stephens》. Family of the late Tun Fuad Stephens. ISBN 9834011407.